# Штурм (противотанковый ракетный комплекс)
«Штурм» (по классификации НАТО и МО США — AT-6 Spiral) — советский противотанковый ракетный комплекс (ПТРК) со сверхзвуковой противотанковой ракетой 9М114 или «Кокон», оснащённой радиокомандной системой наведения. 
Главный конструктор противотанкового ракетного комплекса — С. П. Непобедимый. Ракетный комплекс разработан в вариантах:
- самоходный — 9К114 или «Штурм-С» для Сухопутных войск;
- вертолётный — 9К113 или «Штурм-В» для Военно-воздушных сил;
- корабельный — «Штурм-ЛК» для Военно-морского флота.

В 1996 году на базе ракеты 9М114 или «Кокон» комплекса «Штурм» разработана многоцелевая управляемая ракета 9М120 или «Атака» с повышенной мощностью боевой части, единая для комплексов «Штурм-С» и «Штурм-В». В 2010 году произведена её модернизация (изделие 9М120-1) с комбинированной радиокомандной и лазерно-лучевой системой управления. Ракеты 9М120-1, 9М120-1Ф и 9М120-1Ф-1 приняты на вооружение Вооружённых Сил Российской Федерации 30 июня 2014 года в составе модернизированного самоходного противотанкового ракетного комплекса 9К132М или «Штурм-СМ»

## Модификации

### Штурм-В

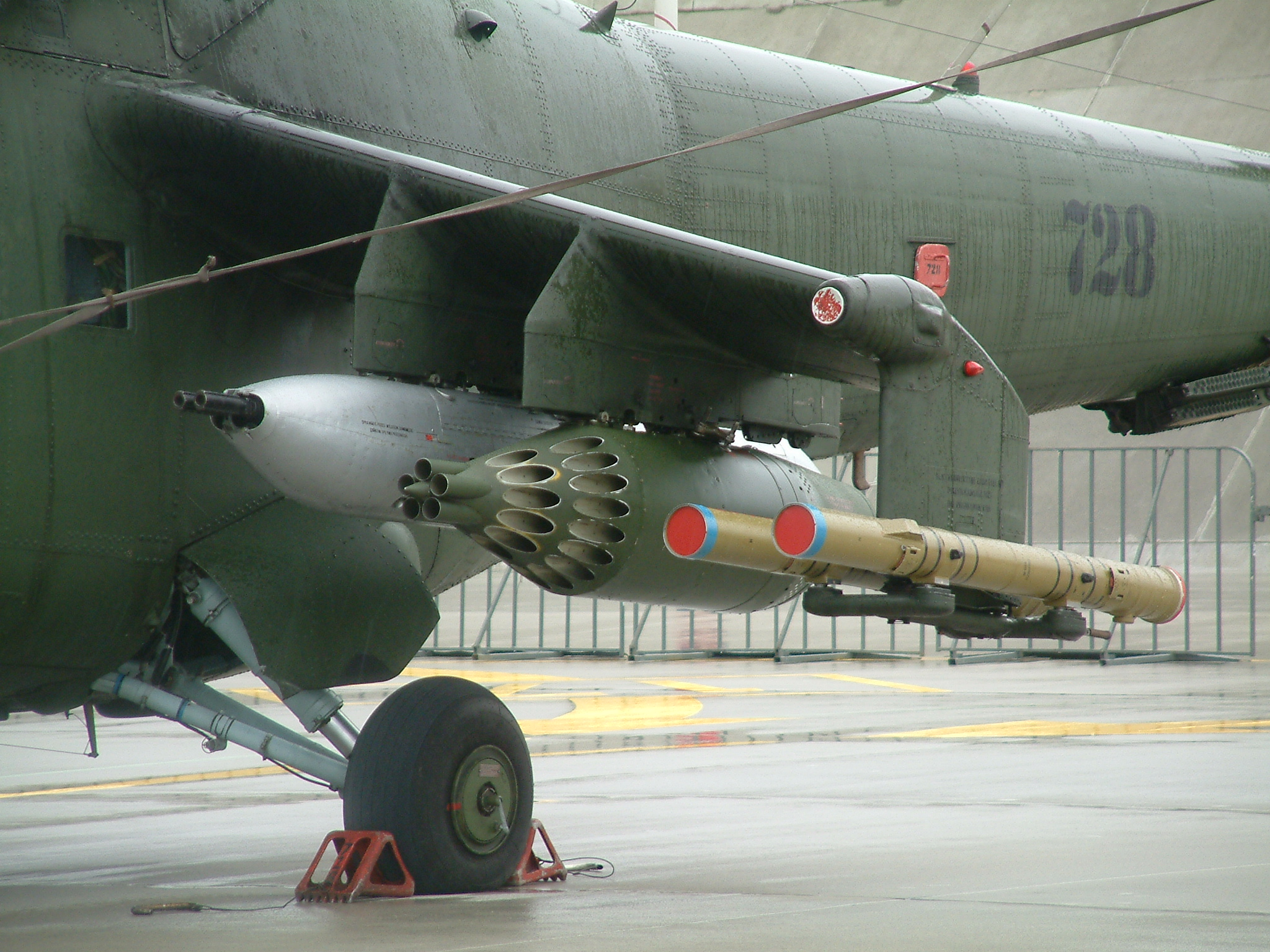
Ми-24В армейской авиации Польши с двумя «Штурмами»

«Штурм-В» — авиационный противотанковый ракетный комплекс. В составе обоих комплексов используются единые средства поражения — ракеты 9М114, 9М114М и 9М114Ф. В настоящее время комплекс позволяет использовать и усовершенствованные ракеты «Атака» — 9М120-1, 9М120-1Ф, 9М120, 9М120Ф, 9А2200 и 9М2313.
Ракетный комплекс был принят на вооружение 28 марта 1976 года и стал основным оружием серийных вертолётов Ми-24В.Первоначально на Ми-24 устанавливалось 4 ПТУР, после доработок в 1986 на Ми-24 устанавливалось до 16 ПТУР. Также применяется в составе вооружения Ми-24П, Ми-24ПВ, а также вертолётов Ка-29. Ракетным комплексом «Штурм» оснащён и новый боевой вертолёт Ми-28, на котором устанавливается до 16 ракет на двух пусковых установках. Вертолёт Ка-52 оснащён комплексом 9К113У «Штурм-ВУ» с ракетами 9М120-1, 9М120-1Ф и лазерно-лучевой системой наведения.

### Штурм-С

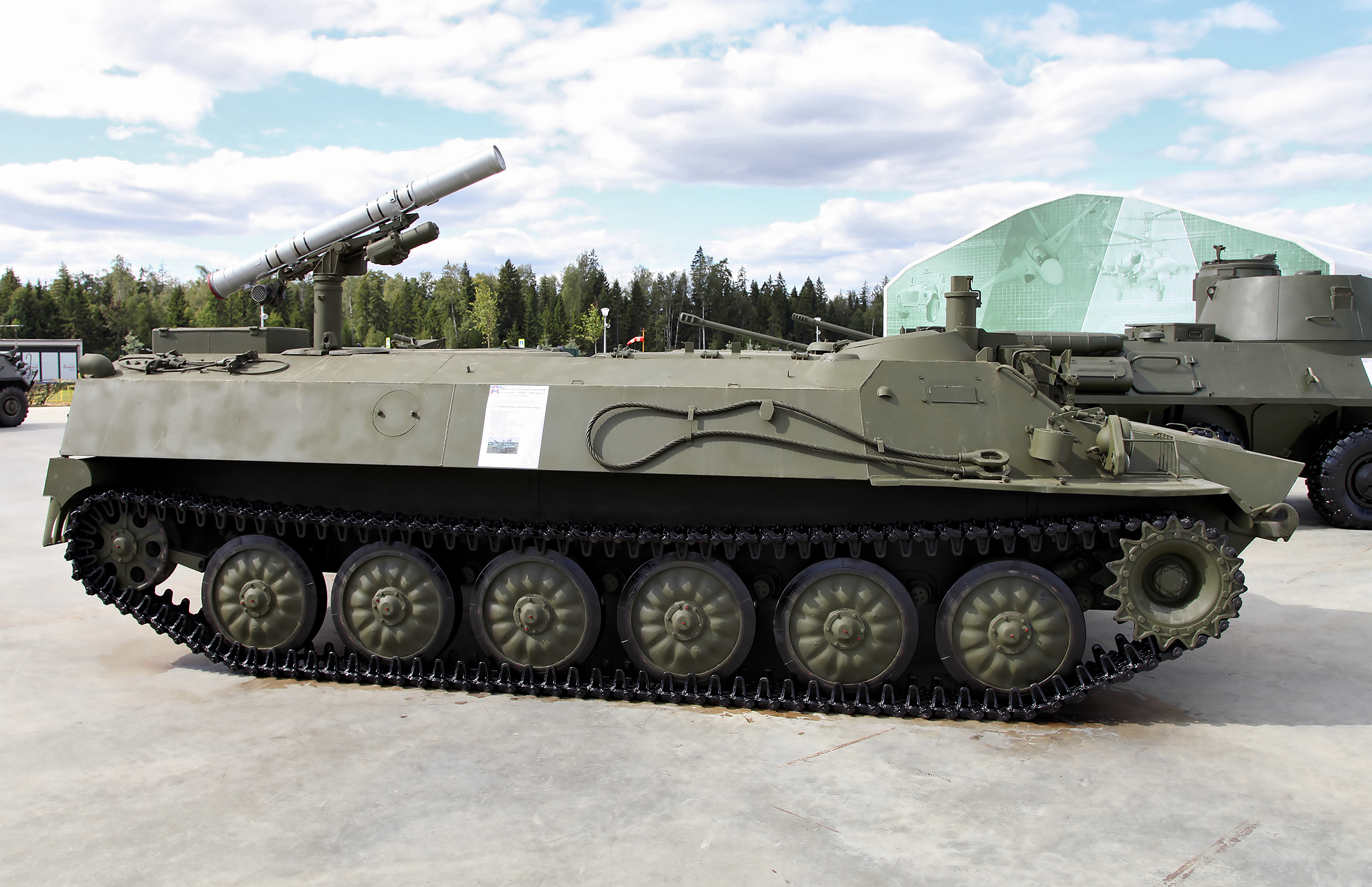
Штурм-С в парке «Патриот».

«Штурм-С» — самоходный противотанковый ракетный комплекс. В состав комплекса входят: боевая машина 9П149, управляемая ракета «Штурм» 9М114 или усовершенствованная ракета 9М120, 9М120-1, 9М120-1Ф , средства технического обслуживания и учебно-тренировочные средства. Управляемые ракеты «Штурм» и «Атака» могут быть снабжены фугасной или кумулятивной боевой частью; «Атака» также может быть снабжена стержневой боевой частью.
Для управления стрельбой разработаны специальные программы, которые позволяют ракете на первоначальном этапе лететь как по линии визирования, так и по траектории выше линии визирования, а при подлёте к танку на расстояние 1000—1500 метров она опускается и поражает цель (режим «Пыль»). Это даёт возможность оператору независимо от погодных условий и работы двигателей ракеты, а также при стрельбе на лёссовых почвах всегда видеть поражаемый объект. При максимальной дальности стрельбы точность системы управления ПТУР не превышает 0,6 угловой минуты. Это позволяет обстреливать любые малоразмерные бронированные цели и даже вертолёты в режиме зависания и подлёта. Максимальная высота поражения воздушных целей (пуск на уровне моря) составляет 3000 метров. Максимальная высота применения относительно уровня моря — не менее 4000 метров.
Комплекс прошёл модернизацию в части обеспечения возможности стрельбы в ночных условиях и производится под названием «Штурм-СМЭ».

### Штурм-СМ
В 2012 году были завершены государственные испытания модернизированного комплекса 9К132 (шифр «Штурм-СМ»), а в июне 2014 года комплекс был принят на вооружение Вооружённых сил РФ. Основные отличия заключаются в том, что комплекс получил теплотелевизионный прицел, что позволяет комплексу успешно применяться ночью и в неблагоприятных условиях (снег, дождь, туман и т. д.). Также увеличена дальность полета ракеты: с 5 до 6 километров, получена новая осколочно-фугасная
боевая часть с неконтактным взрывателем, которая позволяет успешно поражать не только бронетехнику, но и живую силу противника.

### Тактико-технические характеристики Штурм-С

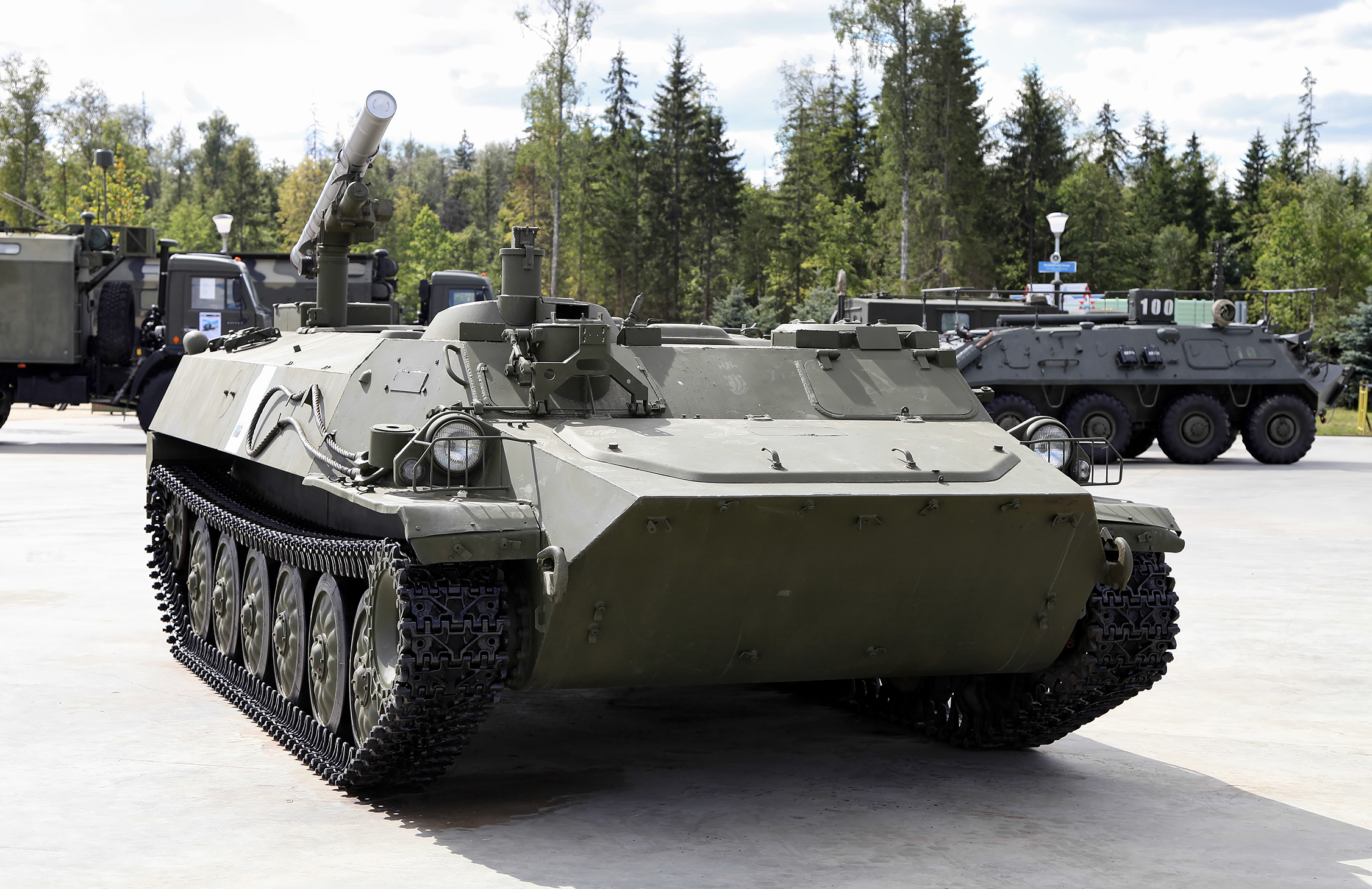

- Шасси — плавающий гусеничный тягач МТ-ЛБ
- Масса боевой машины 9П149: 12 т
- Расчёт: 2 человека.
- Скорость поражаемых целей:
  - фланговая — до 60 км/ч
  - фронтальная — до 80 км/ч
- Возимый боекомплект: 12 шт.
- Масса ракеты: 46,5 кг (с пусковой трубой-контейнером)[Комм. 1]
- Калибр ракеты: 130 мм[Комм. 1]
- Длина ракеты: 1830 мм[Комм. 1]
- Средняя скорость полёта: 350—400 м/с[Комм. 1]
- Скорость вылета из трубы: 55 м/с[Комм. 1]
- Скорострельность: до 4 выстрелов в минуту
- Время боеготовности: 15 с
- Перезаряжание пусковой установки: автоматическое
- Углы наведения: ±85° по азимуту и от −5° до +15° по углу места
- Дальность стрельбы: 400-5000 м («Штурм»), 400-8000 м («Атака»)
- Бронепробиваемость боевой части:
  - Максимальная
    - ПТУР 9М114 — 650 мм
    - ПТУР 9М114М — 720 мм[7]
    - ПТУР 9М120 — более 800 мм за ДЗ[2]
    - ПТУР 9М120M — 950 мм за ДЗ[2]
- Время работы двигателя общее — 5 с, в том числе:
  - при тяге 760 кг — 2 с
  - при тяге 360 кг — 3 с[8]
- Количество литерных частот радиокомандной линии управления: 5[4]

## Боевое применение
Война в Донбассе: использовался обеими сторонами конфликта. Применялся в боях в районе Дебальцева. Под Углегорском одна украинская боевая машина была подбита и одна брошена.  Одна украинская 9П149 уничтожила пять подтвержденных танков, в том числе управляемые сепаратистами Т-64БВ, и танк Т-72Б, БТР, МТ-ЛБ и два российских Т-72.
Вторжение России на Украину: Штурм-СМ использовался российскими войсками, подтверждено не менее пяти уничтоженных или брошенных машин , еще три единицы Штурм-СМ захвачены украинскими войсками.

## Оценка
Недостатки

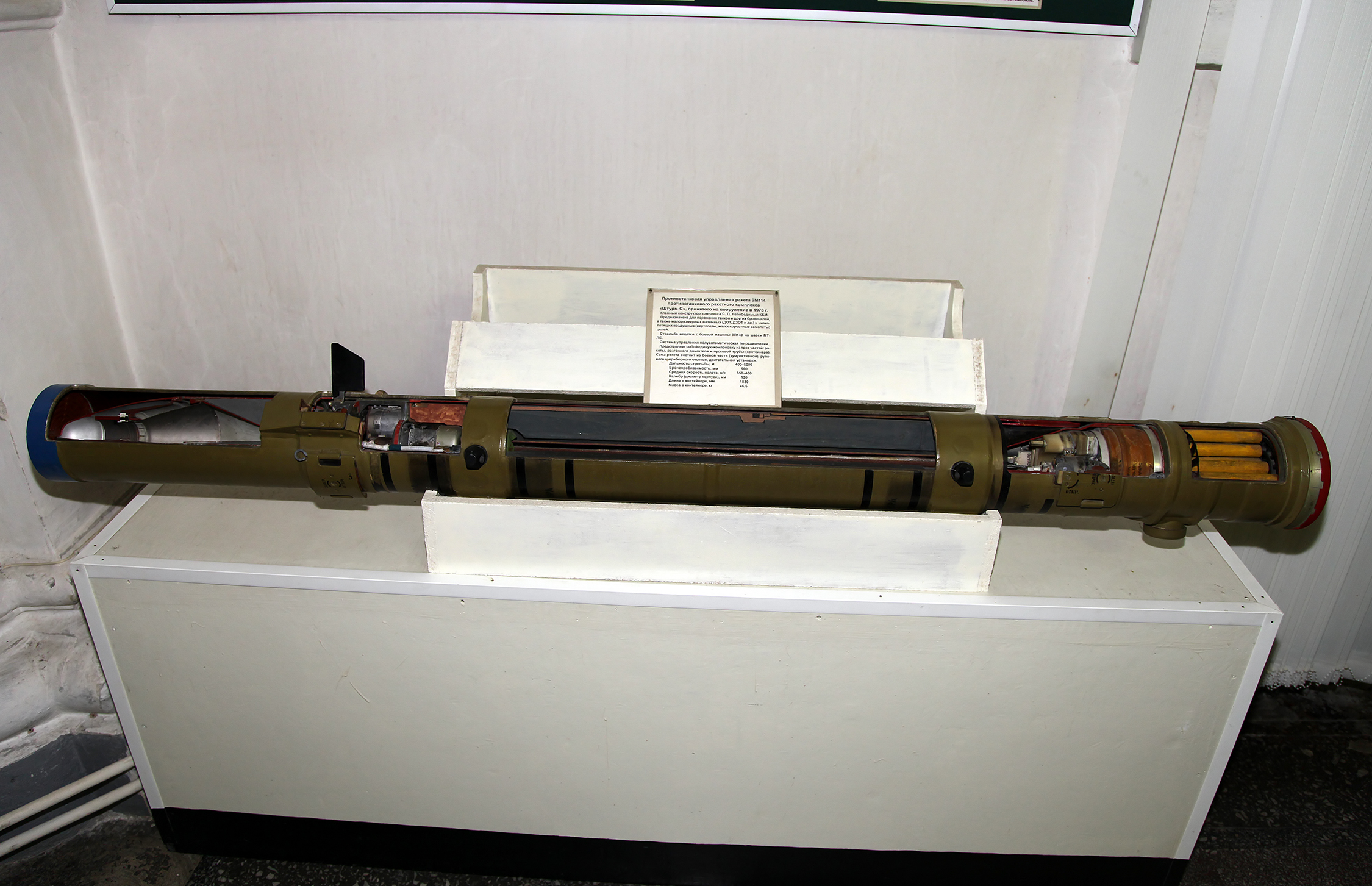
Ракета 9М114.

- Отсутствие возможности видеть цель ночью с БМ 9П149 без применения внешней подсветки. Данный недостаток устранён в комплексах «Штурм-СМ»[10]  и «Штурм-СМЭ»[5]. Комплекс 9К132 «Штурм-СМ», в том числе боевая машина 9П149М и ракеты 9М120-1, 9М120-1Ф, 9М120-1Ф-1, распоряжением № 1186Р от 30.06.2014 г. Правительства Российской Федерации принят на вооружение вооружённых сил Российской Федерации.
- Наличие на борту БМ 9П149 и 9П149М оптического пеленгатора ответчика ракеты.

Достоинства
- Сверхзвуковая скорость полёта как по линии визирования, так и по траектории выше линии визирования;
- Различные типы БЧ. БМ 9П149М обеспечивает возможность автоматически заряжать ракету с заданным типом БЧ;
- БМ 9П149 и 9П149М имеют помехозащищённую командную радиолинию (КРЛ) управления (миллиметровый диапазон);
- Обеспечена возможность стрельбы на лёссовых почвах путём обеспечения полёта по траектории выше линии визирования;
- Время пуска ракеты менее 1 с;
- Обеспечена плавучесть БМ 9П149 и 9П149М и возможность стрельбы ракетами на плаву;
- Ракеты 9М120-1, 9М120-1Ф, 9М120-1Ф-1 имеют на борту радиоприёмник КРЛ и приёмник лазерно-лучевого канала управления, при этом признак боевой части, признак ЛЛКУ или КРЛ, а также код литеры ЛЛКУ определяется ракетами автоматически на пусковой установке носителя, что позволяет применять данные ракеты в составе БМ 9П149 и 9П149М, КУВ "Атака-Т" БМПТ, БМПТ-72, БМП-2М, БМРК "Уран-9", КУВ кораблей 220-МПУ, "Штурм-ЛК", АМС «Гибка-МА» и 3М47-03,  КУВ "Штурм-В", "Атака-В", "Атака-ВН" и КУВ 9К113У «Штурм-ВУ» вертолётов Ка-52, Ка-52М, Ми-8 и Ми-28НМ, имеющих в составе своих прицелов аппаратуру лазерно-лучевого канала управления или КРЛ. Максимальная дальность стрельбы ракетами — 6000 м.

## Эксплуатанты

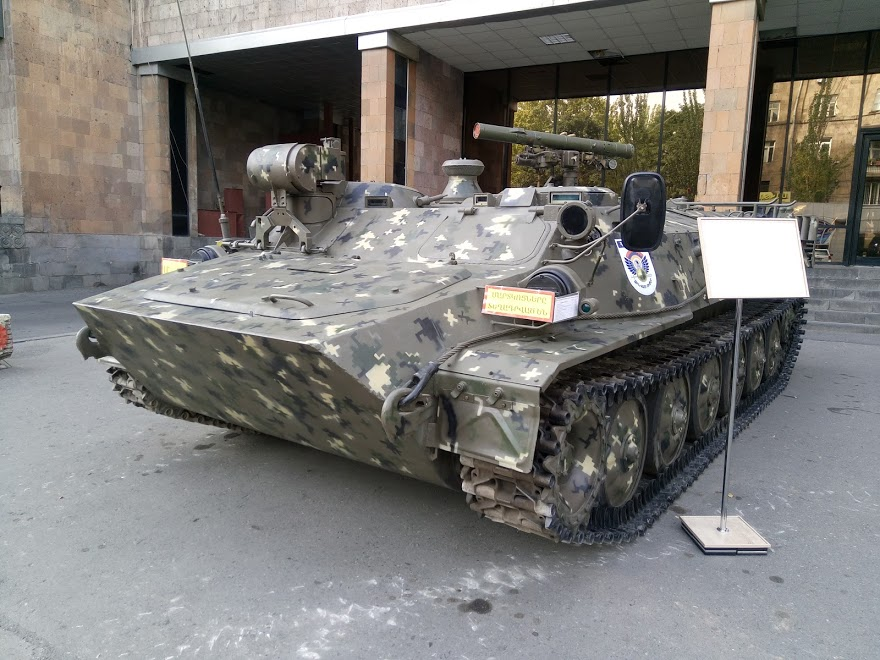
Штурм-С ВС Армении

### Производитель/основной эксплуатант
- СССР
- Россия[11]

### Другие эксплуатанты[11]
- Алжир
- Ангола
- Армения — 27 «Штурм-С», по состоянию на 2016 год[12]
- Афганистан
- Беларусь — некоторое количество (оценочно 110 единиц[13]) «Штурм», по состоянию на 2016 год[14]
- Болгария
- Венгрия — некоторое количество «Штурм-В», по состоянию на 2016 год[15]
- Грузия — 754 ракеты 9М114 поставлено в Грузию из Казахстана в 2006 году[16]
- ГДР
- Заир
- Индия
- Ирак — некоторое количество «Штурм», по состоянию на 2016 год[17]
- КНДР
- Казахстан — некоторое количество «Штурм», по состоянию на 2016 год[18]
- Куба
- Кувейт
- Ливия
- Молдова — некоторое количество «Штурм», по состоянию на 2016 год[19]
- ОАЭ
- ПНР
- Россия — некоторое количество на 9П149 по состоянию на 2016 год[20]
- Сирия
- Вьетнам
- СР Румыния
- Югославия
- Судан
- Украина — некоторое количество «Штурм», по состоянию на 2016 год[21]
- Черногория — некоторое количество «Штурм», по состоянию на 2016 год[22]
- Чехословакия
- Эфиопия

### Сноски
1. 1 2 3 4 5  Массогабаритные и скоростные характеристики приведены для ракеты 9М114 «Кокон».